# Porsche 911 (901)
Pour un article plus général, voir Porsche 911.
La Porsche 901 (ou 911 Type 901) est une voiture de sport GT du constructeur automobile allemand Porsche, premier modèle de série de la lignée des Porsche 911, présentée au salon de l'automobile de Francfort en 1963 et produite à partir de 1964 à 89 256 exemplaires jusqu'en 1973.

## Histoire
Cette première Porsche 911 de série est une évolution des précédentes Porsche Type 64 (1938), Porsche 356 (1953), Porsche 550 (1953), et des prototypes Porsche Type 754 T7 (1959) et Porsche 901 (1963) des chefs-designers Porsche Erwin Komenda et Ferdinand Alexander Porsche (petit fils du fondateur de la marque Ferdinand Porsche),.

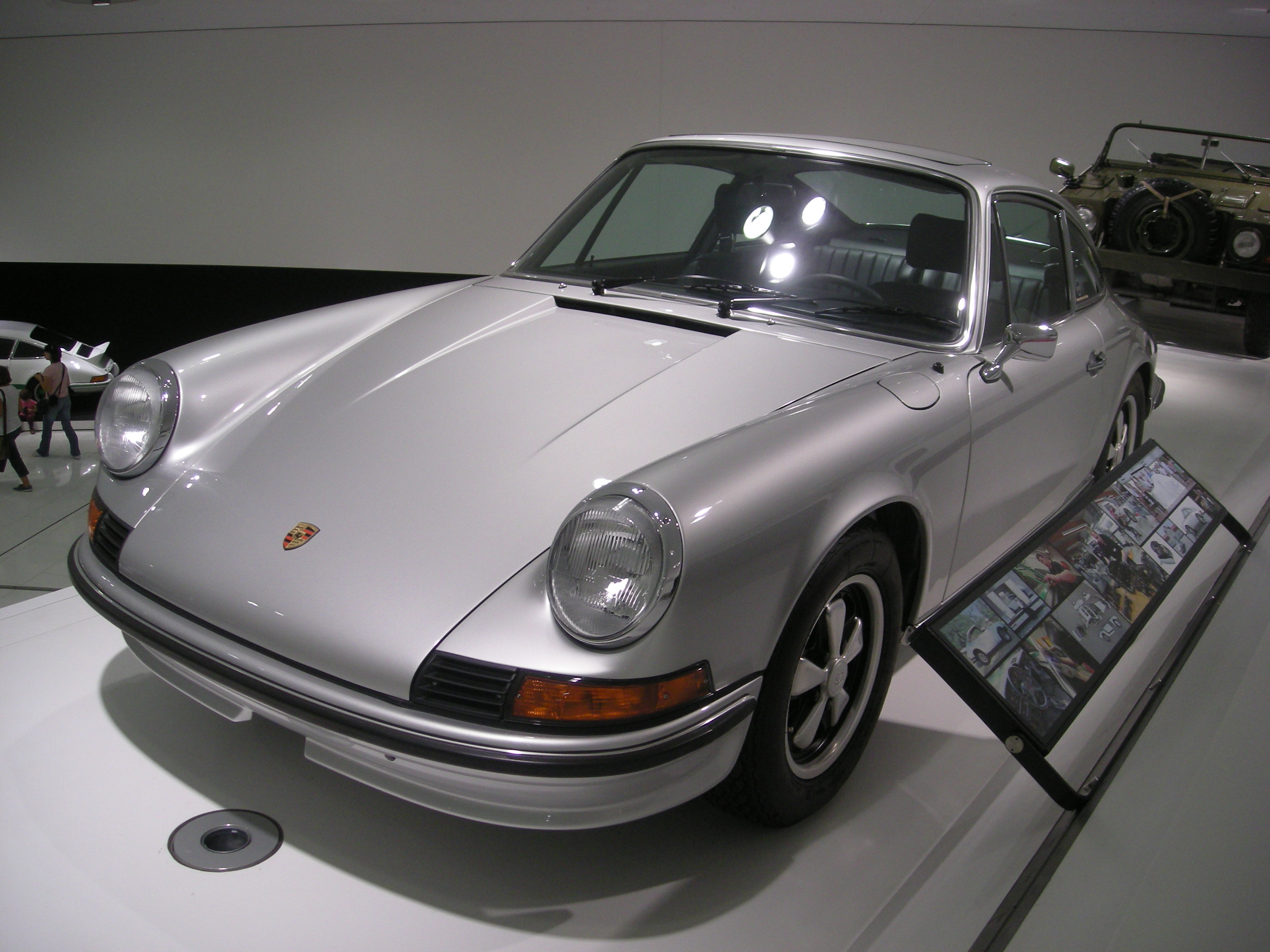
Porsche 911 T de 1973.
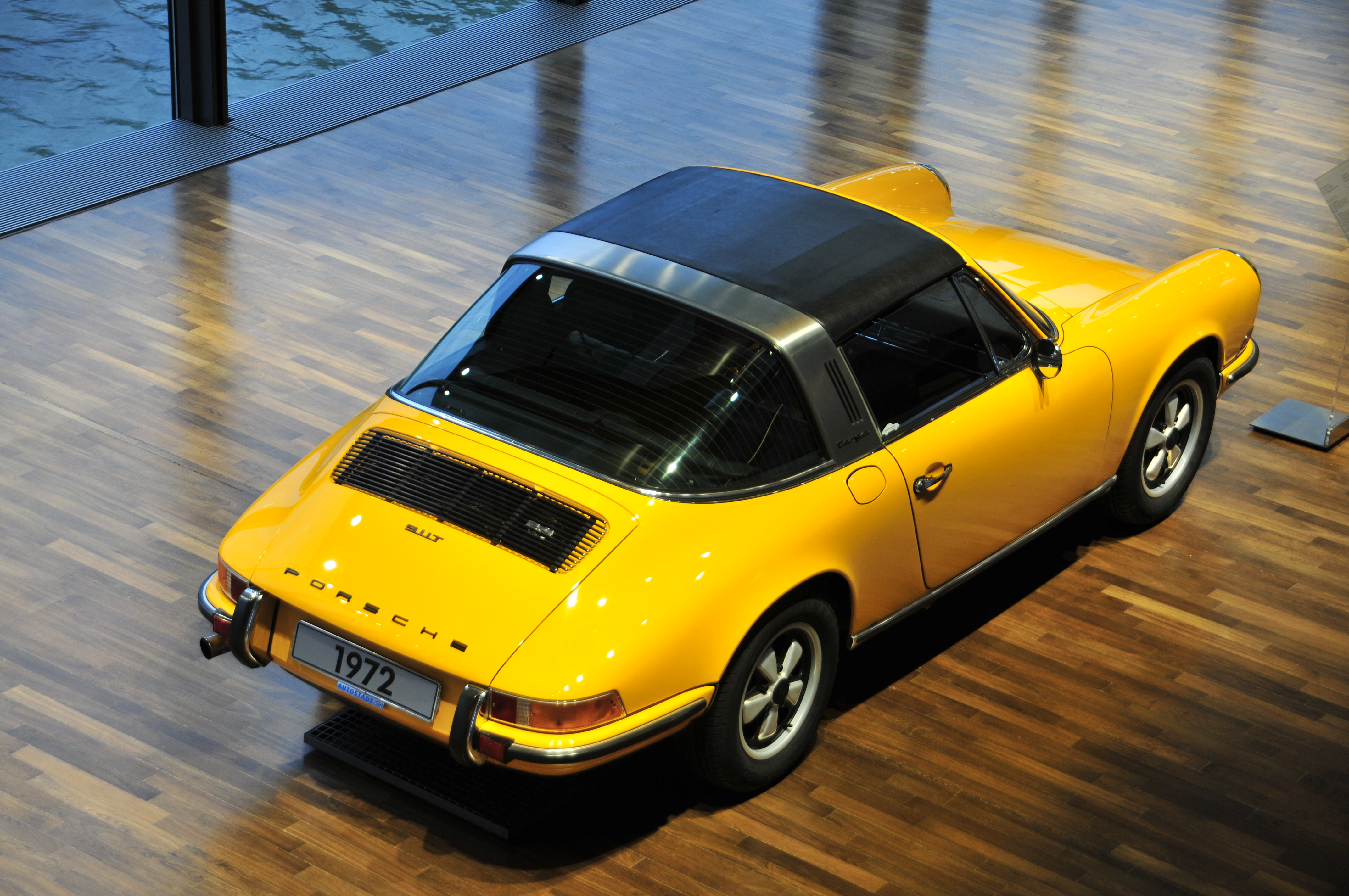
Porsche 911 T Targa de 1972.
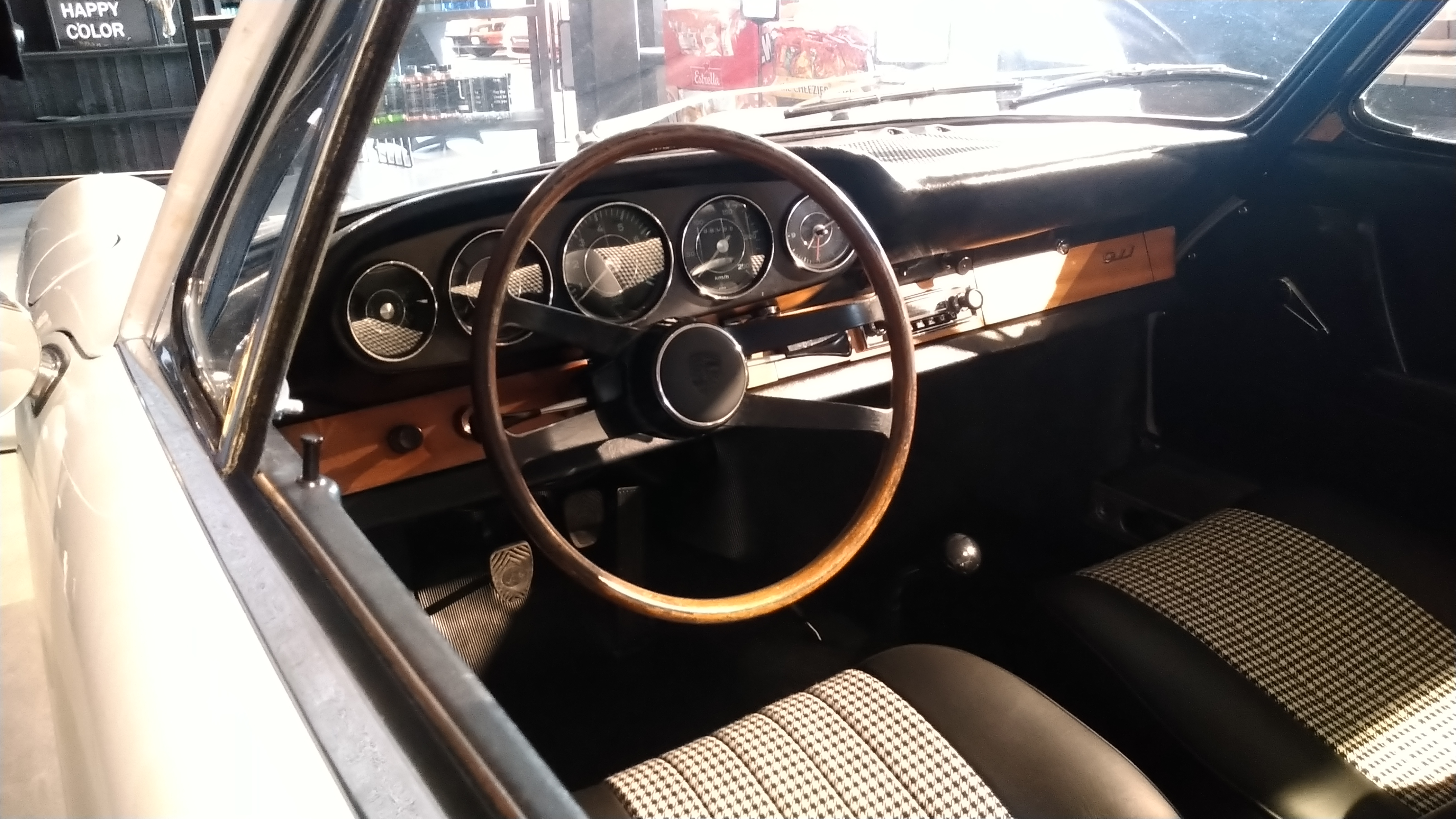
Tableau de bord d'une Porsche 911 de 1965.

## Moteur

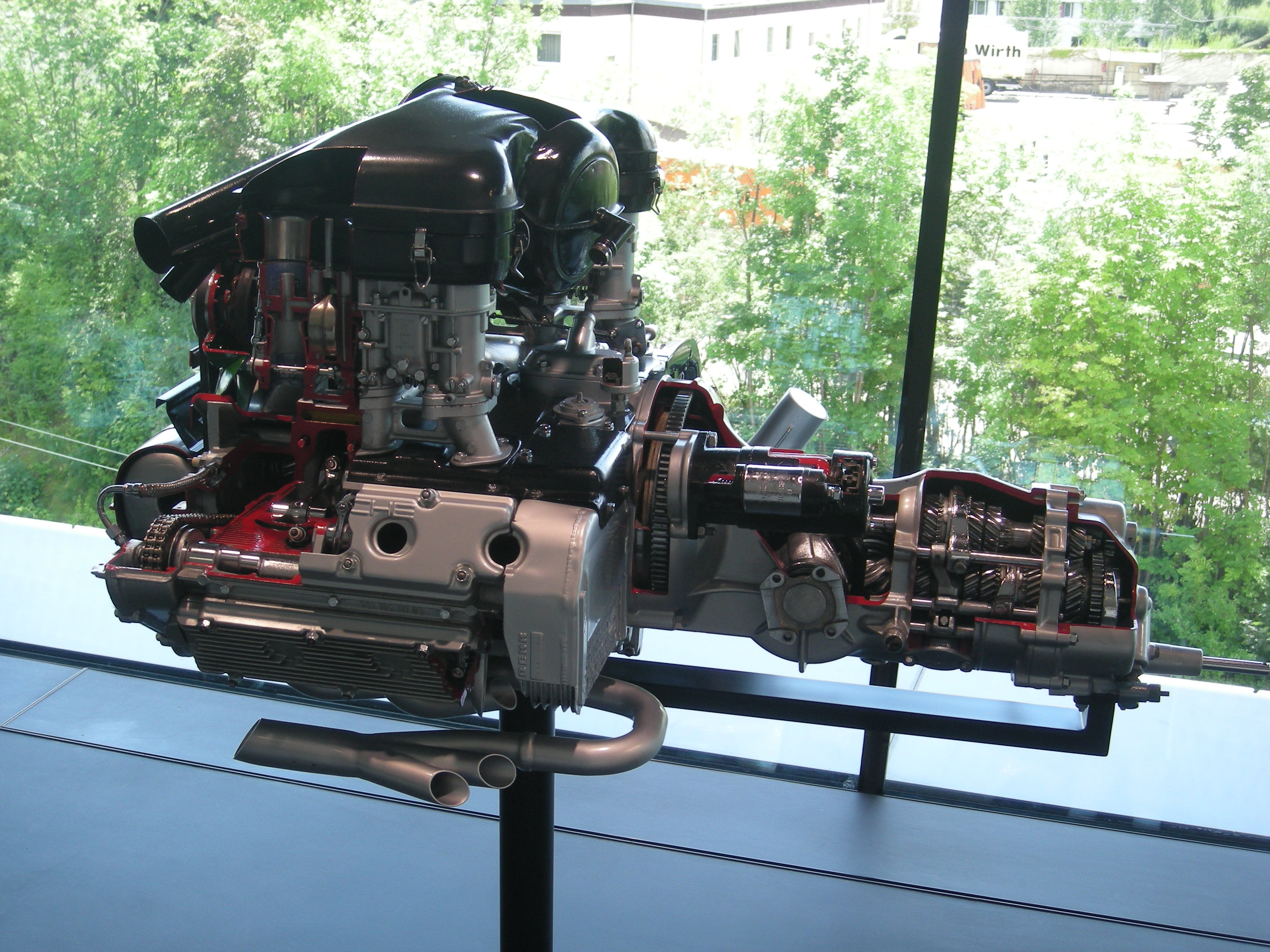
Moteur Flat-6 Porsche (6 cylindres à plat).

La Porsche 911 (901) est propulsée par un moteur arrière Porsche boxer « flat-6 » (6 cylindres à plat) de 2 litres monté sous le capot arrière, évolution des moteurs 4 cylindres à plat Fuhrmann-Motor des précédents modèles Porsche 356 et Porsche 550. Son architecture de moteur à plat (inventé par Ferdinand Porsche) alliée à un refroidissement par air lui confère une sonorité particulière qui contribuera à son succès. Après quelques évolutions visant à augmenter la puissance, le couple et à améliorer la carburation, Porsche revoit en profondeur le moteur pour l'optimiser et gagner 10 ch supplémentaires. 

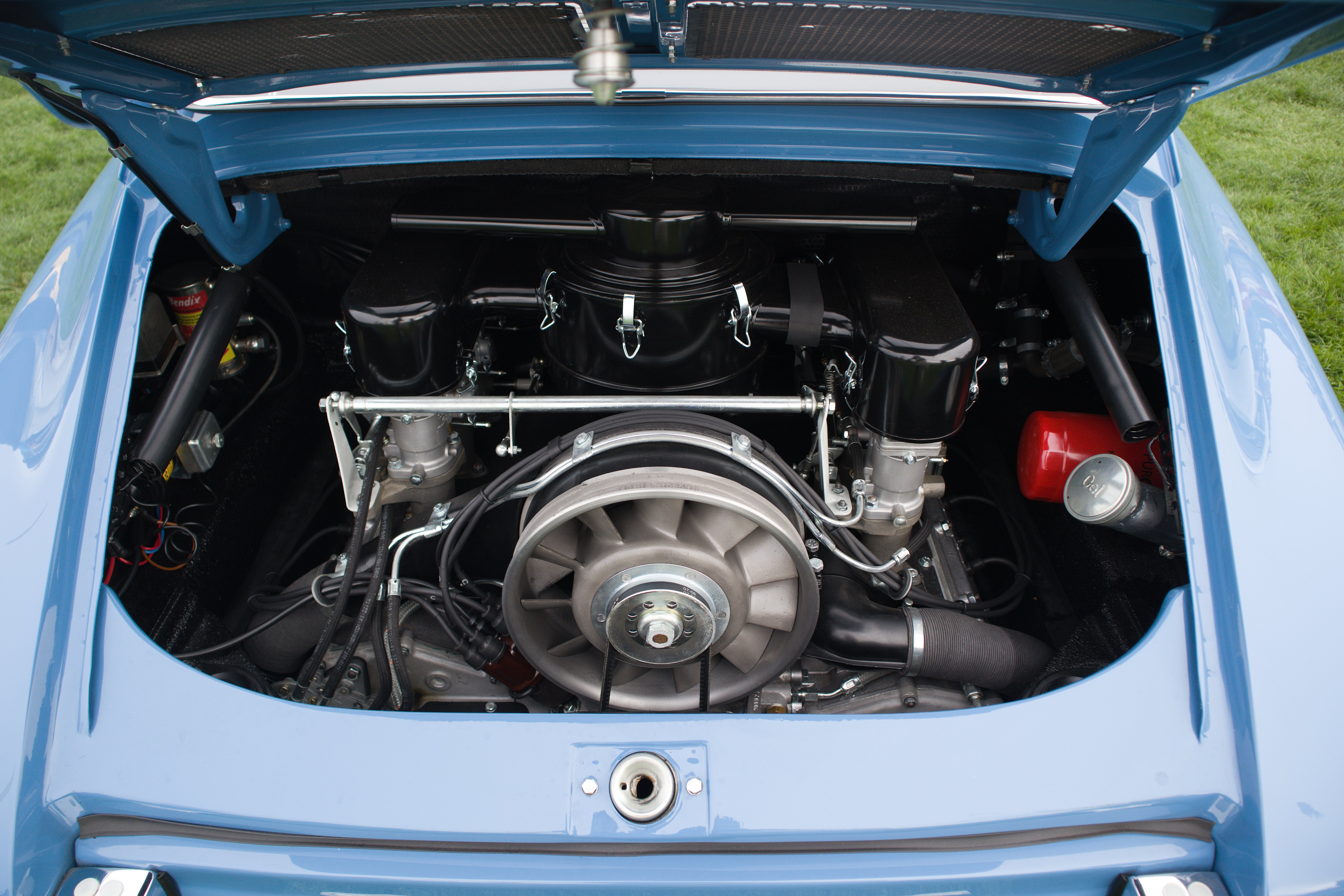
Moteur arrière à refroidissement à air d'une Porsche 911.

La boîte mécanique de la 901 à 5 rapports est dotée d'un carter en magnésium. En option, une boîte semi-automatique Sportomatic est disponible (Type 905) avec la pédale d'embrayage supprimée au profit de capteurs dans la commande de vitesse. À chaque passage de vitesse, la boîte embraye automatiquement. Son poids contenu aux alentours de la tonne, une boîte bien étagée et un Flat-6 de 140 ch permettent d'atteindre les 215 km/h, 0 à 100 km/h en 9 secondes et le kilomètre départ arrêté en 30,2 secondes. La marque innove en installant sur cette 911, entre autres, la première colonne de direction de sécurité télescopique.

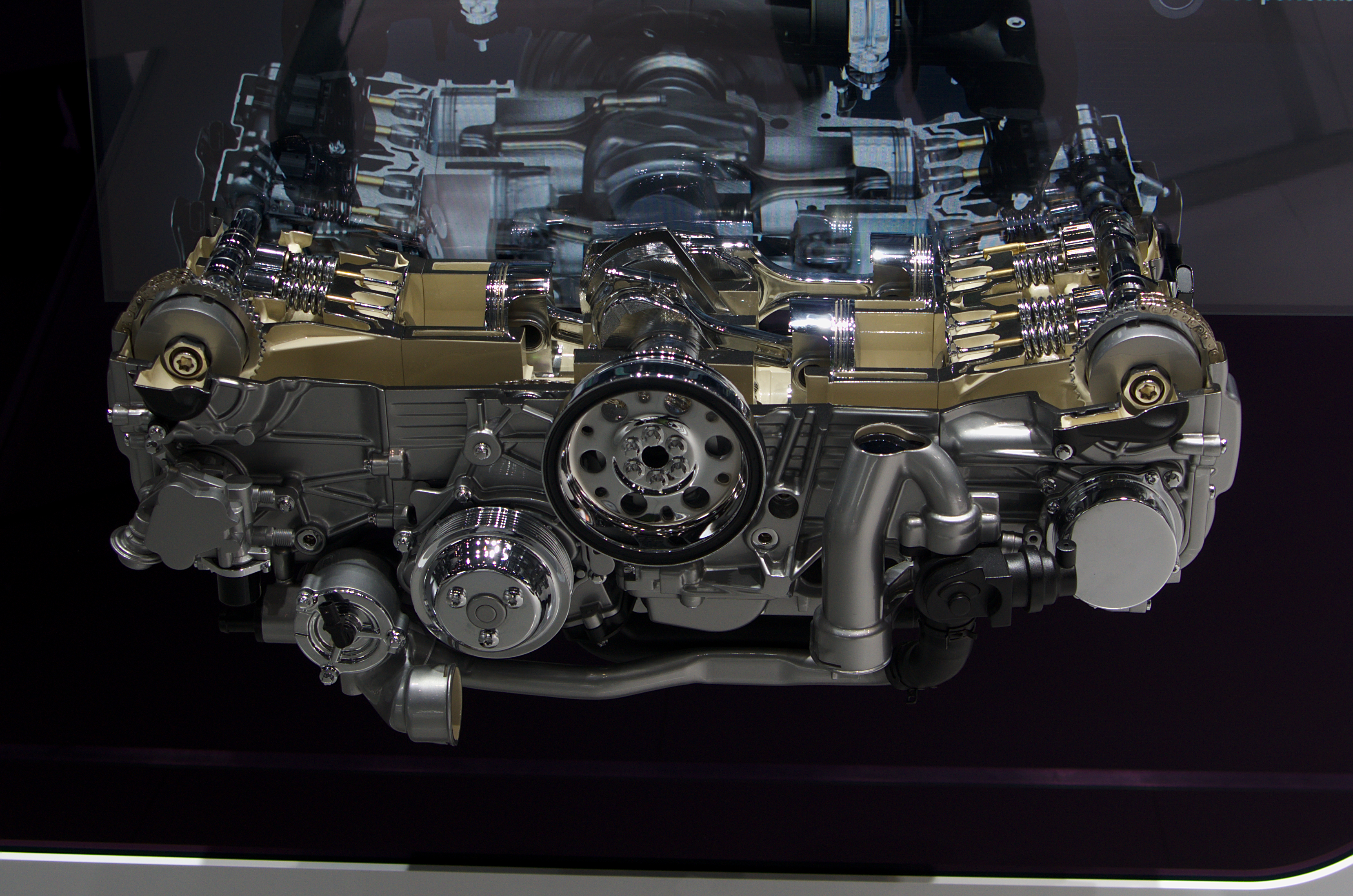
Vue coupée du moteur 6 cylindres à plat de type Boxer d'une Porsche 911.

L'architecture très particulière de la Porsche 911 à propulsion, avec son moteur en porte-à-faux arrière, a une incidence sur l'équilibre de son comportement routier, notamment sur les premiers modèles, corrigé par des poids en plomb de 50 kg montés dans les buttoirs de pare-chocs avant. À la suite de l'augmentation, en 1967, de l'empattement des Porsche 911, les bras arrière gagnent 5,7 cm en longueur et les barres de torsion sont plus épaisses. La suspension avant reçoit des jambes de force hydropneumatiques. Il faut attendre 1971 pour que les Porsche 911 2.2 E soient équipées d'une barre antiroulis à l'avant.

## Déclinaisons
- 1959 : Porsche Type 754 T7 : prototype
- 1963 : Porsche 901 : prototype
- 1964 : 911 2L (130 ch)
- 1965 : 912 (version 4 cylindres à plat de Porsche 356)
- 1967 : 911 L (130 ch), 911 S (160 ch), 911 2L Targa (première version Targa)[8], 911 R (210 ch)
- 1968 : 911 T (110 ch), 911 L (130 ch), 911 S (160 ch)
- 1969 : 911 T (100 ch), 911 E[9] (140 ch), 911 S (170 ch), 911 ST (carrosserie de Porsche 911 T et moteur de 911 S)[10]
- 1970 : 911 T (125 ch), 911E (155 ch), 911 S (180 ch), la motorisation passe à 2,2 L.
- 1972 : 911 T (130 ch, 140 ch pour la version américaine à injection Kjet), 911E (165 ch), 911 S (190 ch), la motorisation passe à 2,4 L.
- 1972 : 911 2.7 Carrera RS (210 ch)
- 1976 : 912 E (pour le marché nord-américain uniquement).

Quelques modèles
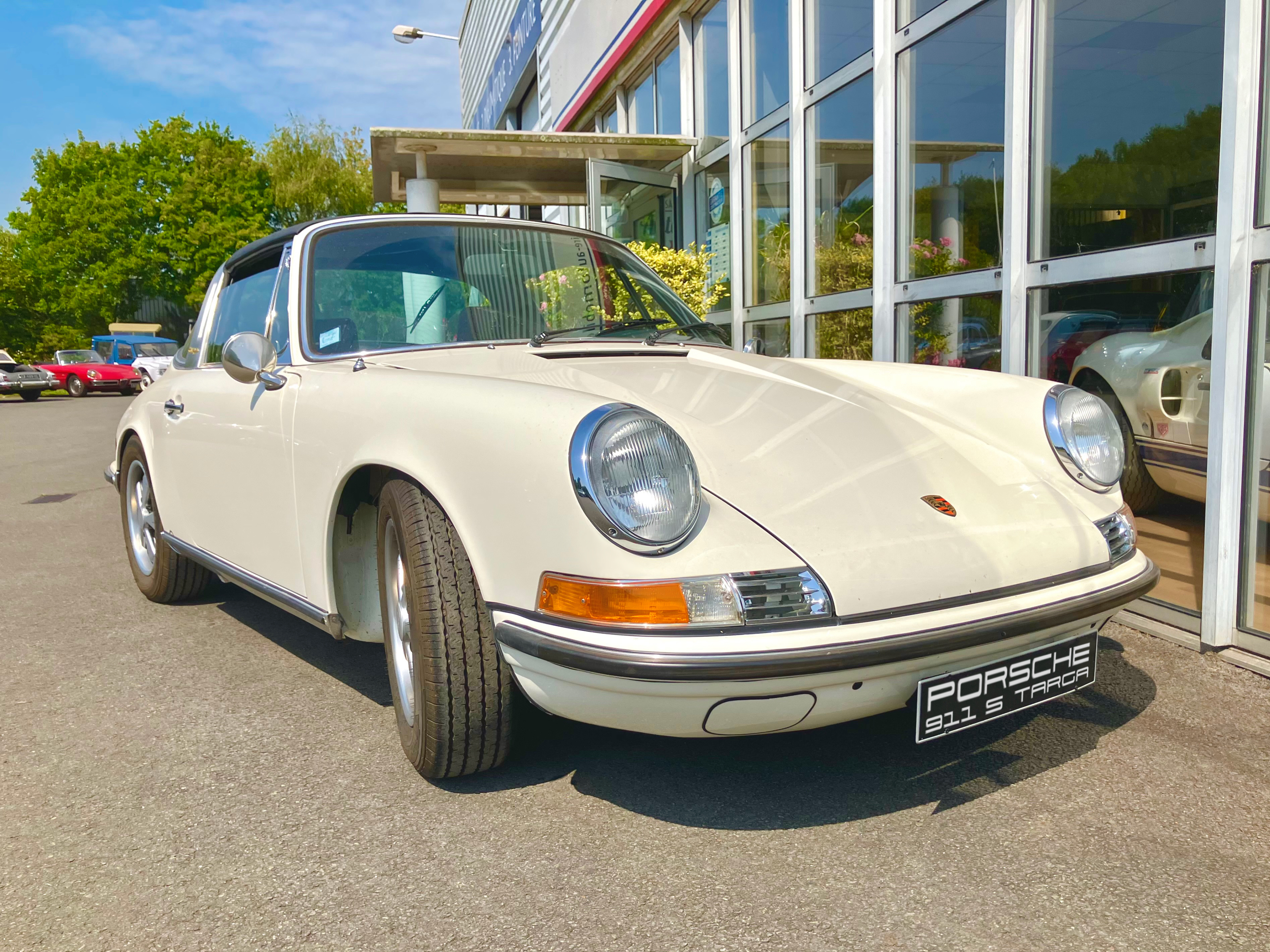
Porsche 911 S Targa…
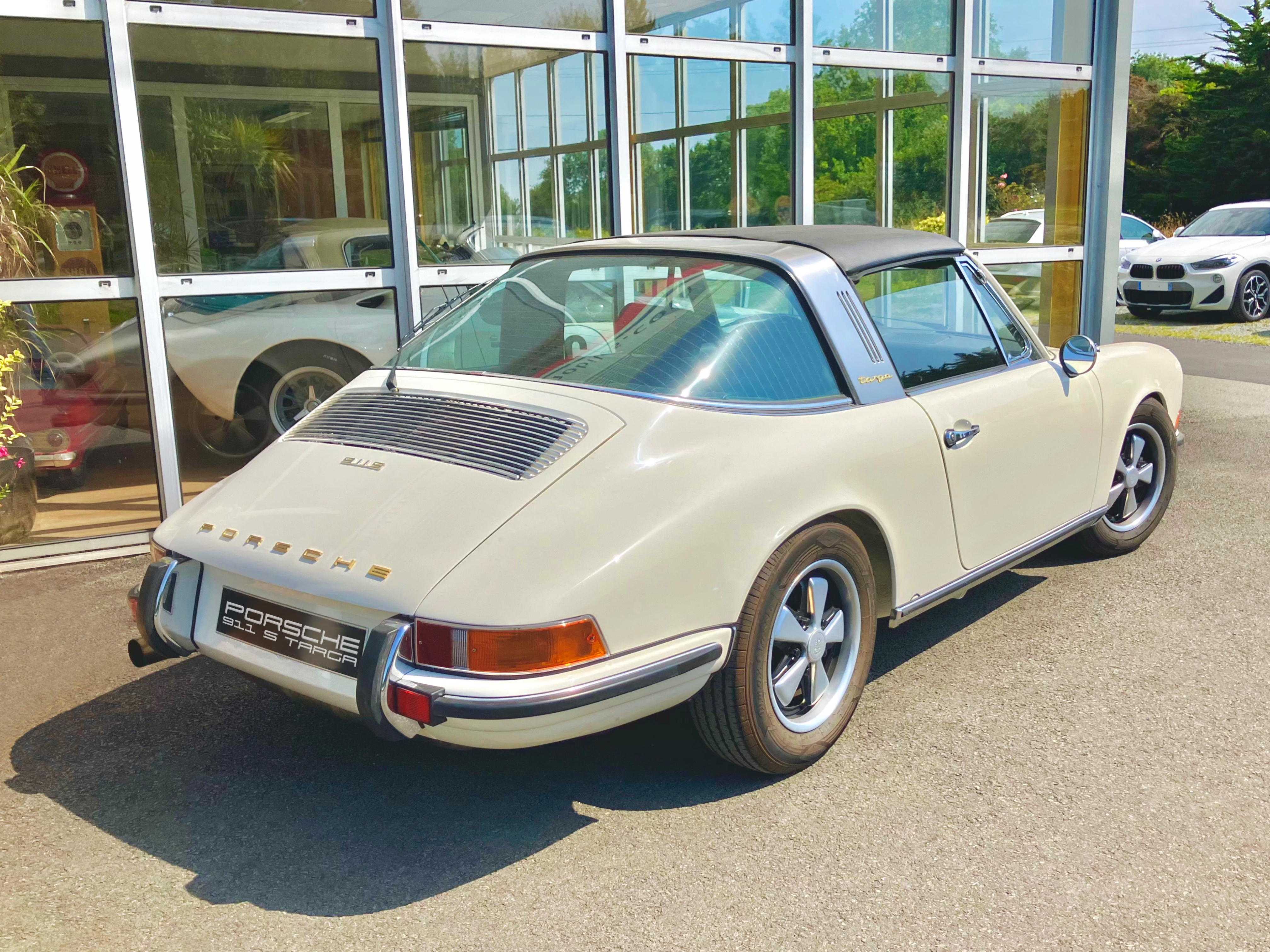
… avec son toit en place…
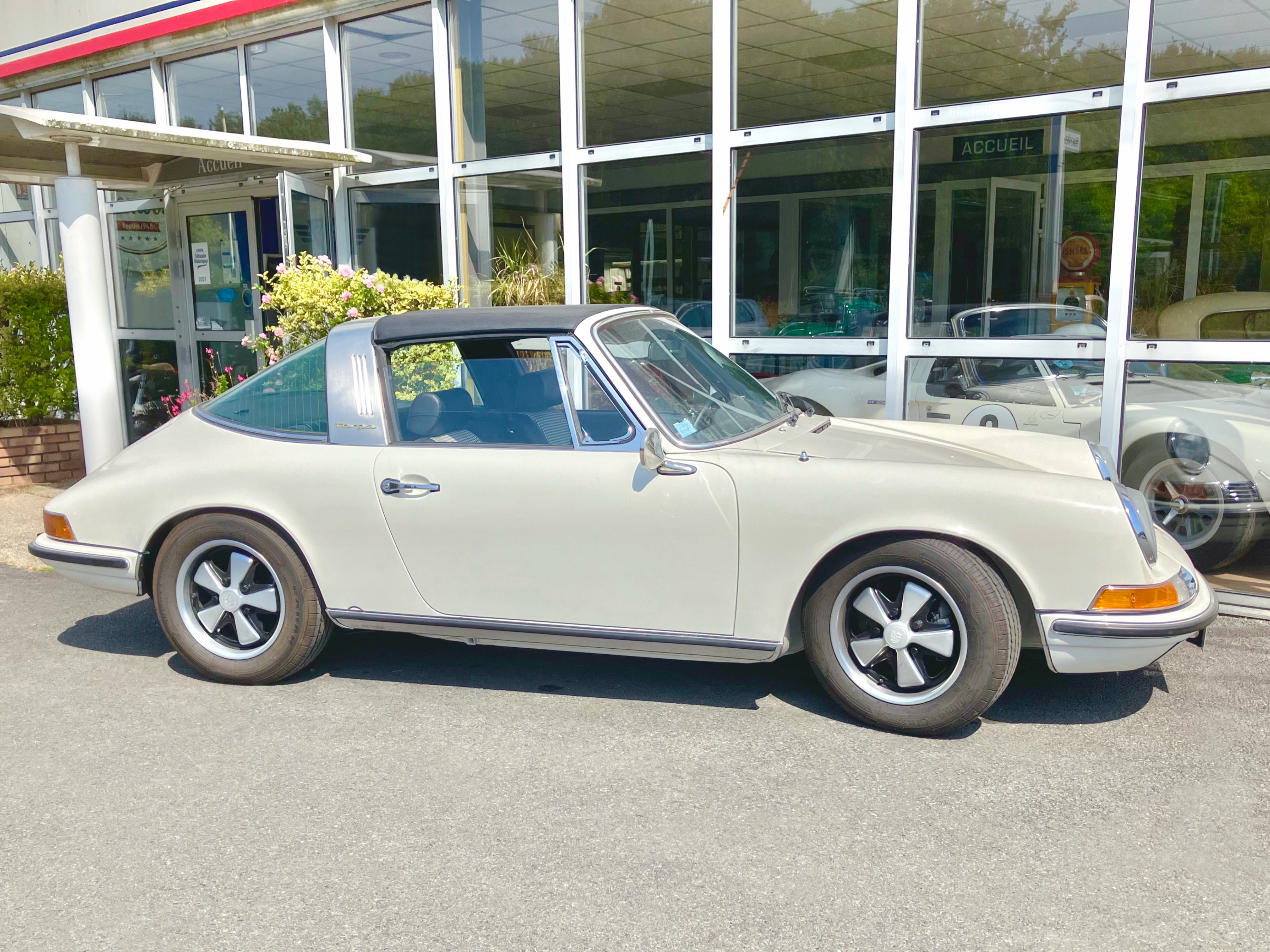
… et sa sellerie « pied de poule ».
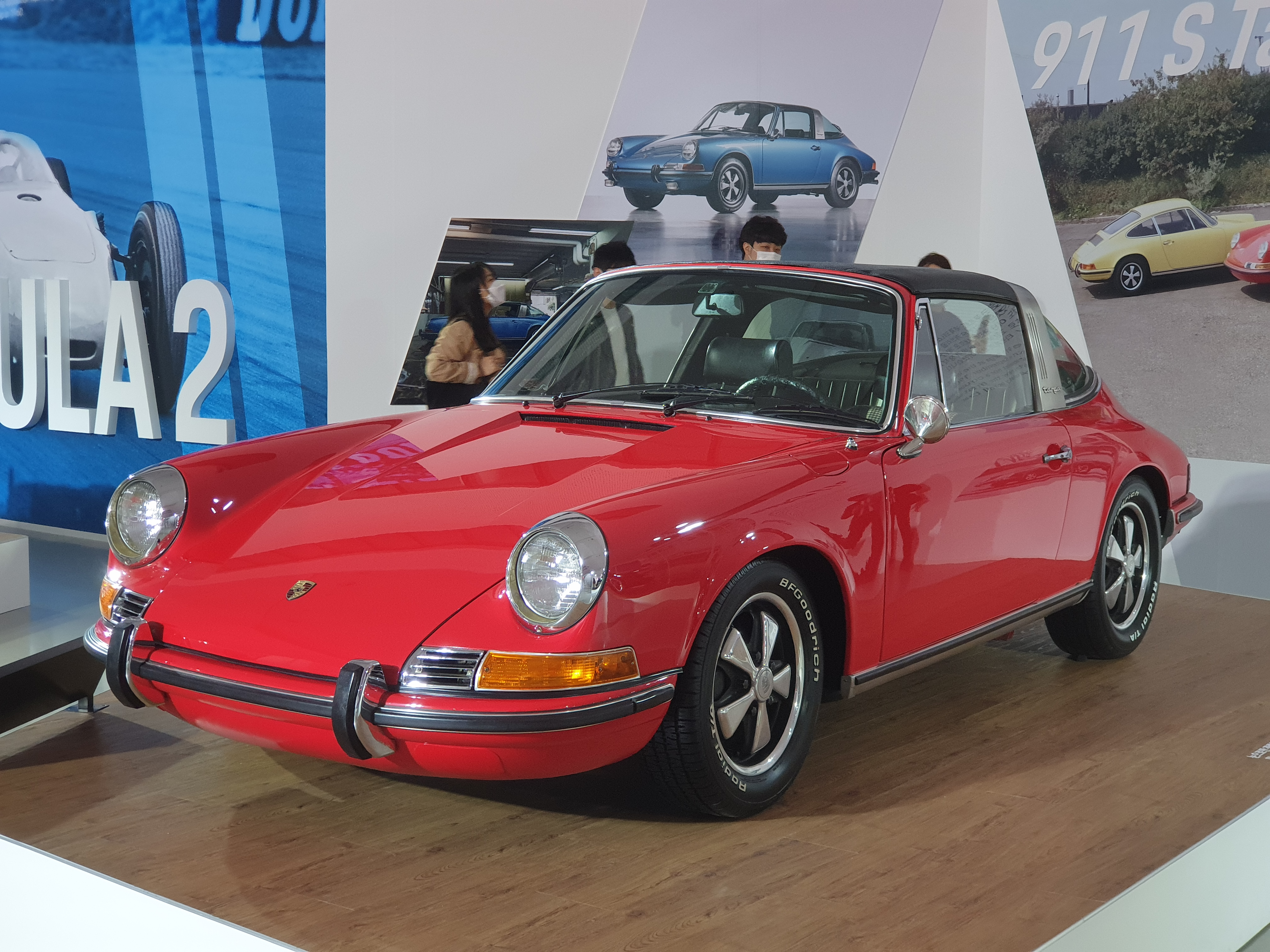
Porsche 911 S Targa (1971).
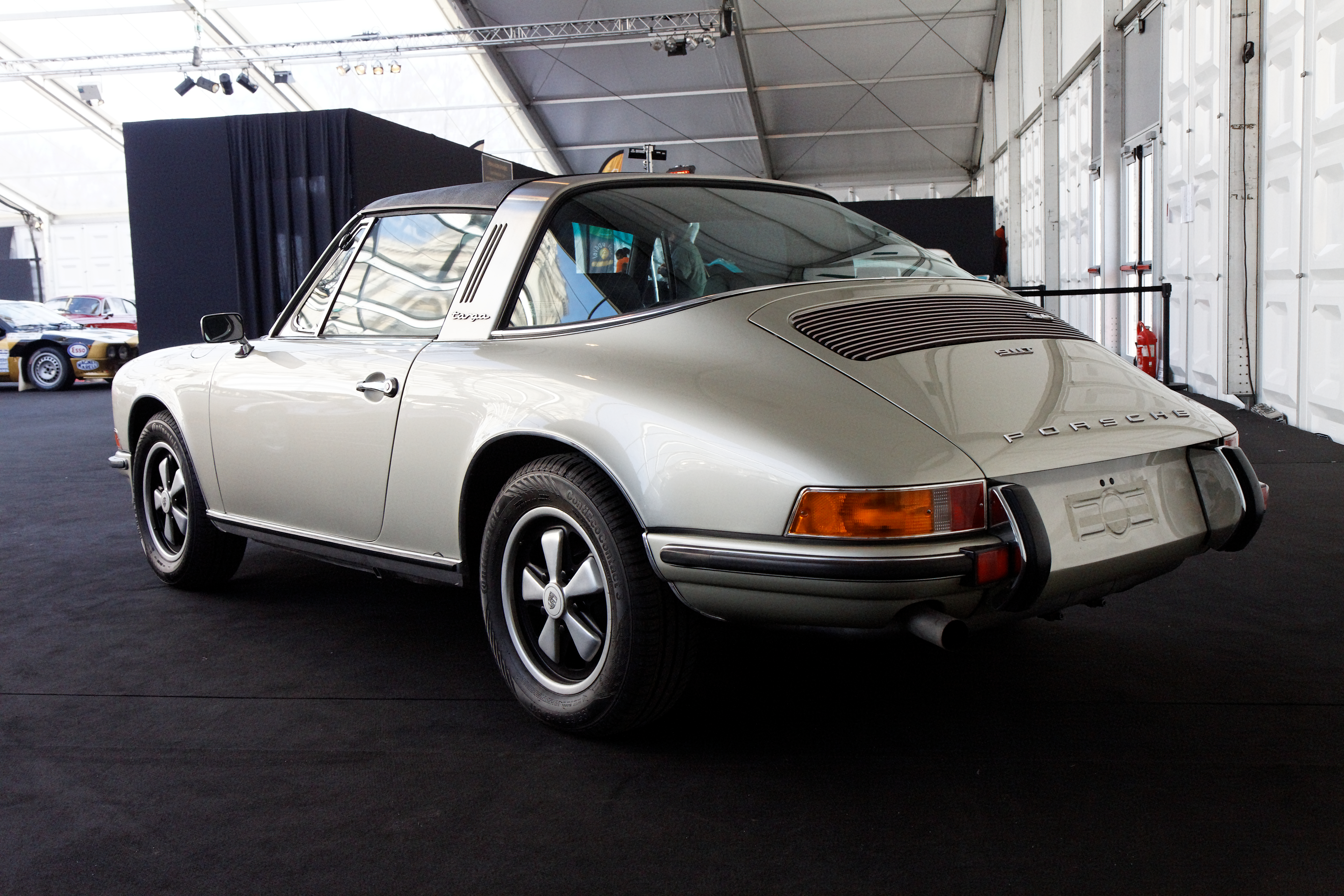
Porsche 911 T Targa 2,4 L (1973).
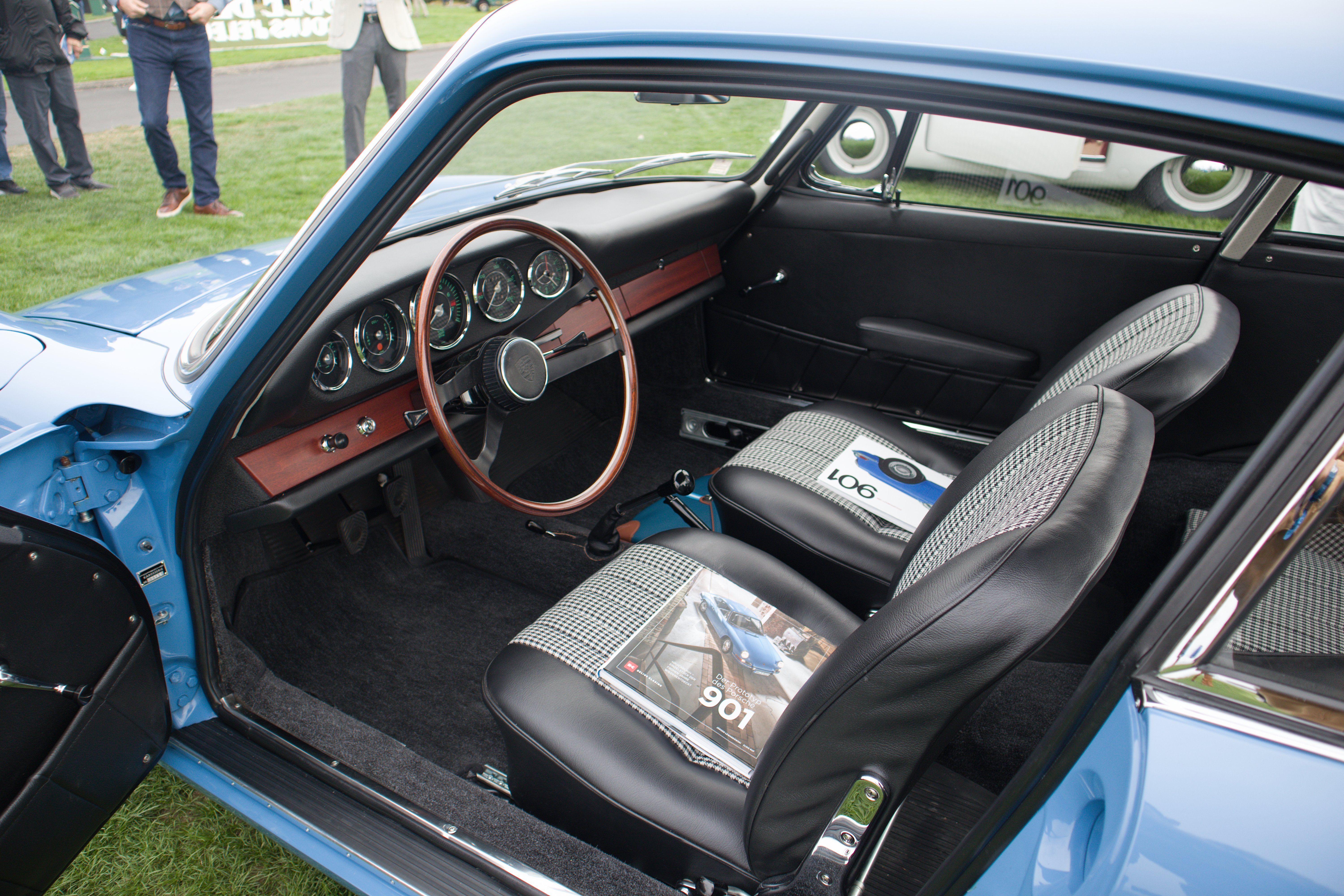
Intérieur et tableau de bord d'un prototype de Porsche 901 (1963).

### Carrera RS (1972)

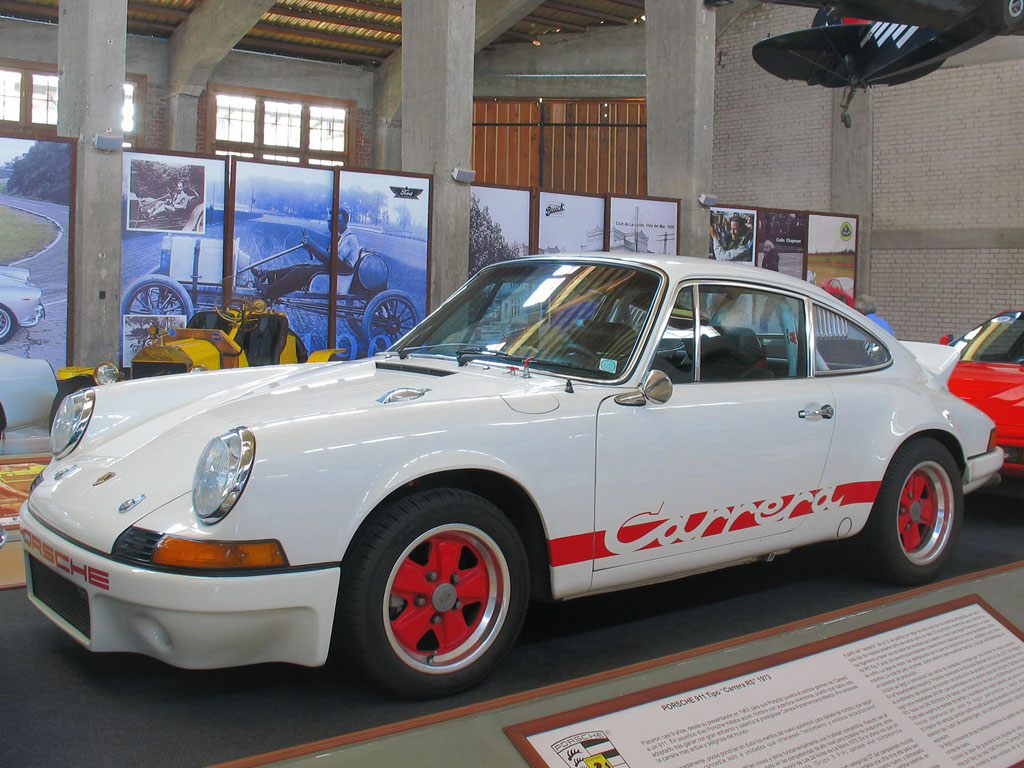
Carrera RS 2.7 L du Porsche Museum de Stuttgart.

Porsche lance en 1972 la 911 2.7 Carrera RS (nommée comme la Porsche 356 d'après la course Carrera Panamericana, et RS pour « Renn Sport », compétition, en allemand), une 911 allégée dotée d'un moteur 6 cylindres plus puissant de 2,7 L de 210 ch. À la suite d'une nouvelle réglementation sportive, elle est produite à 500 exemplaires afin d'obtenir une homologation pour la compétition, mais en réponse à la demande importante, la production est étendue à 1 000, puis à 1 590 exemplaires. Elle a participé à de nombreuses compétitions et reste l'un des modèles de 911 emblématiques.

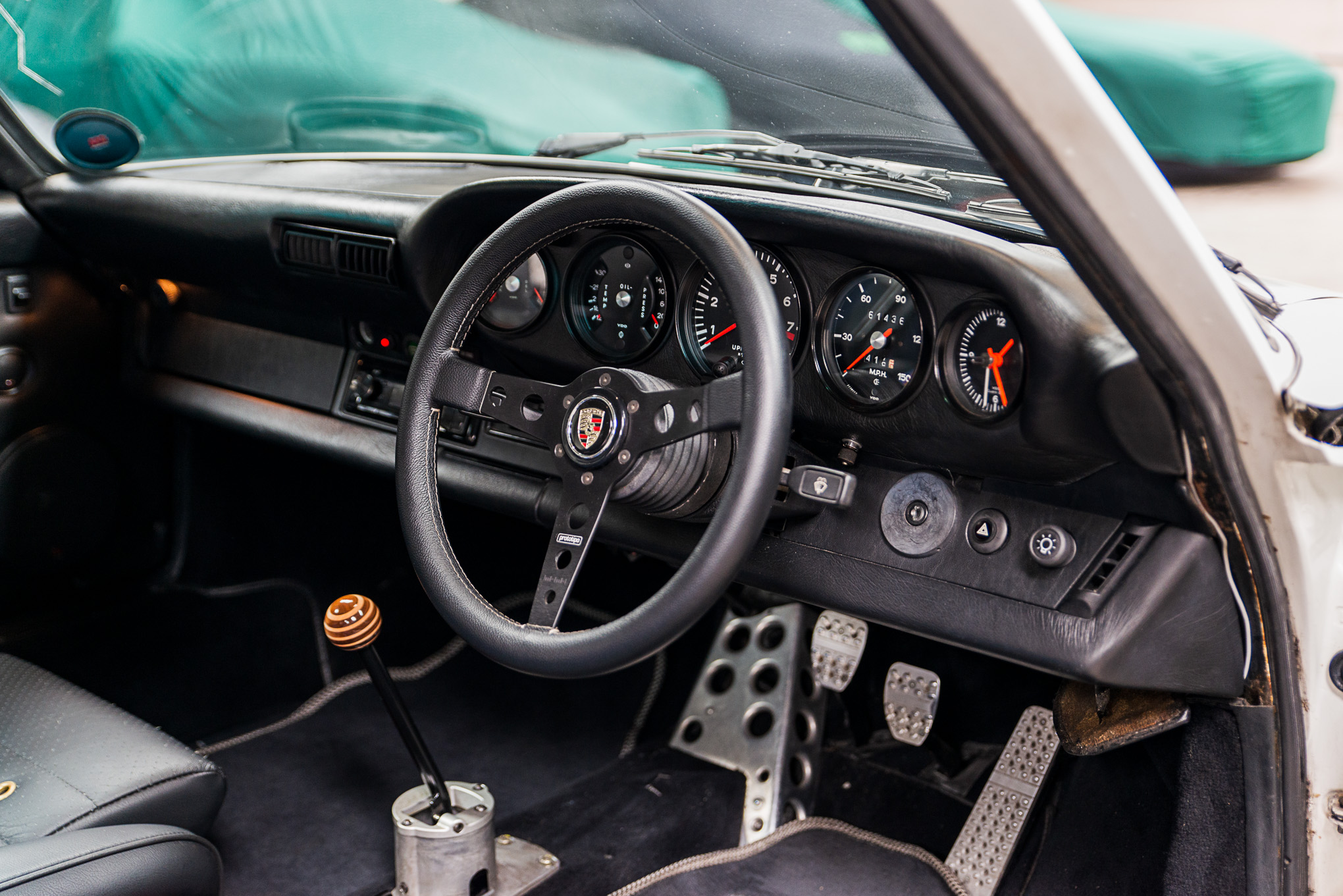
Intérieur et tableau de bord de Carrera RS.

Elle est reconnaissable, notamment, à sa queue de canard, un aileron intégré au capot arrière. Elle inaugure les premiers modèles dits « Lightweight » avec un bouclier avant en polyester qui intègre un radiateur d'huile supplémentaire. 
Deux versions de la carrera RS ont été mises au point : la Light et la Touring :
- Le modèle Light est une version de la 911 allégée par la diminution de l'épaisseur des tôles et de certains vitrages, par l'utilisation d'un châssis auxiliaire avant spécifique en aluminium forgé, d'un réservoir et de pare-chocs en plastique, la suppression des garnitures et des matériaux utilisés pour l'insonorisation, de la serrure du capot moteur, des sièges arrière, du rembourrage du tableau de bord, de la montre, des vide-poches, accoudoirs, poignées de rappel de porte et d'ouverture des vitres arrière. Les sièges avant sont remplacés par des baquets Recaro.

- La version Touring est une RS moins radicale. Les éléments de confort, repris de la 2.4, sont présents ainsi que les caoutchoucs de pare- chocs.

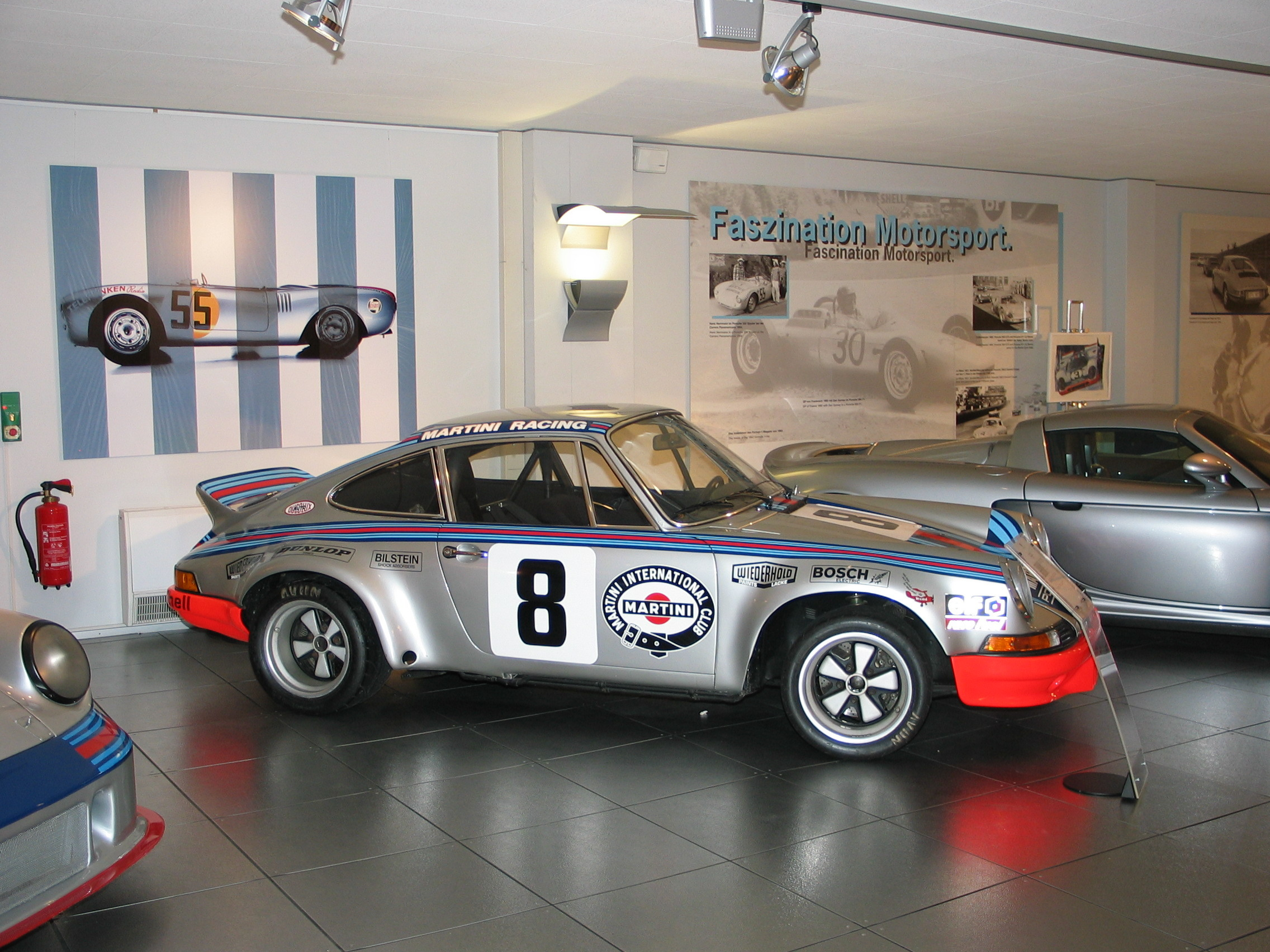
Porsche 911 Carrera RSR 2.8 du Porsche Museum de Stuttgart.

La finalité de la RS est de courir en compétition européenne. Pour obtenir l'homologation en groupe 4, la vente doit atteindre les 500 exemplaires et elle s'écoule à plus de 1 500 exemplaires, ce qui permet son homologation en groupe 3. Le moteur est un dérivé du 2,4 L qui, par réalésage, passe à 2,7 L et certaines pièces modifiées permettent d'atteindre les 210 ch à 6 300 tr/min. Elle devient un des modèles les plus performants de la gamme 911 avec le 0 à 100 km/h en 6,3 secondes et une vitesse maximale supérieure à 240 km/h.

### Carrera RSR 2.8 (1973)
La RSR 2.8 est la version compétition de la RS 2.7 avec une puissance de 300 ch (pour un poids à vide de 840 kg) alors que la RS, version homologuée pour la route, n'en affiche que 210.

## Séries spéciales

### Porsche 911 R (1967)

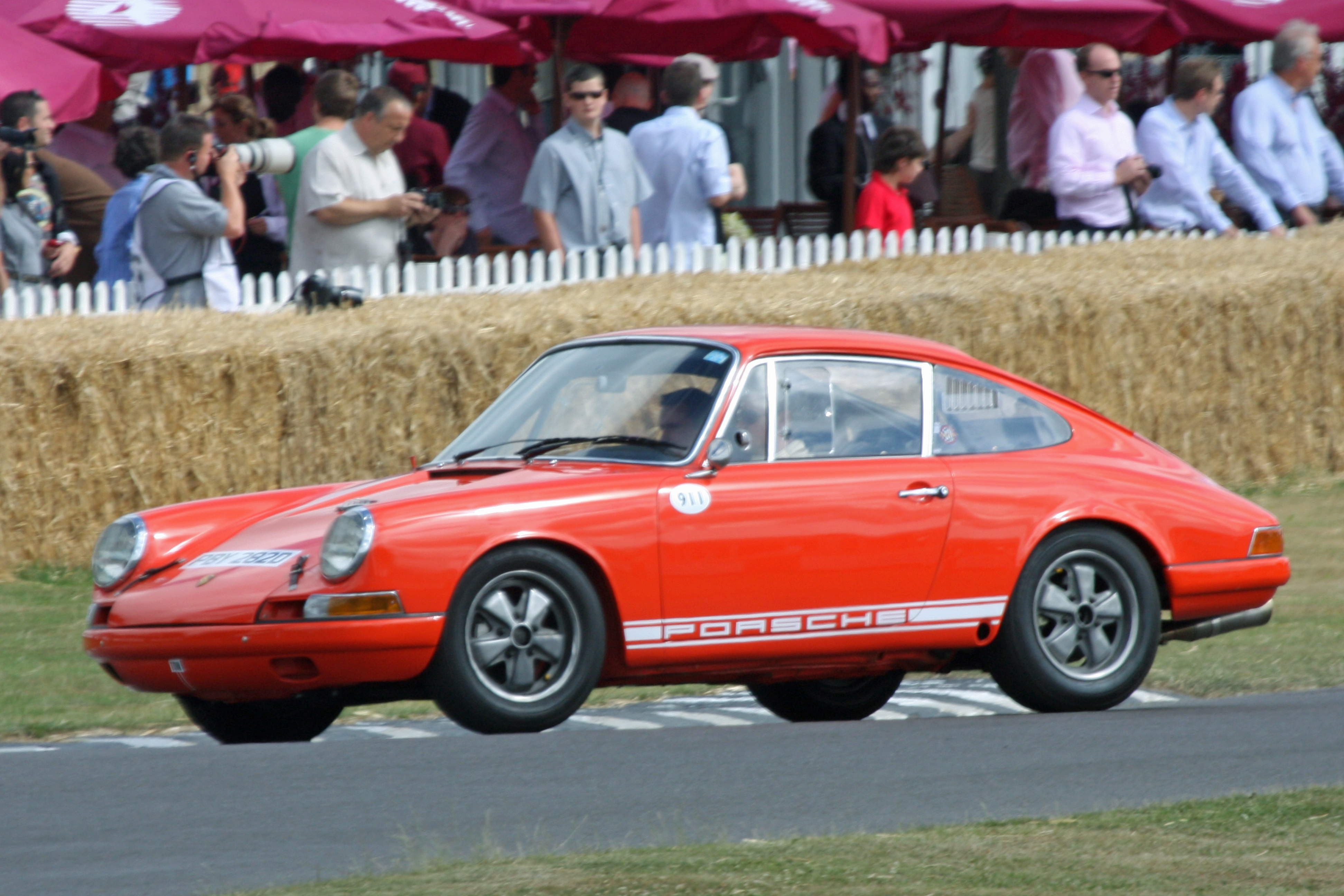
Porsche 911R de 1967

Modèle produit en 23 exemplaires seulement. Le pilote Gérard Larrousse remporte le Tour de France automobile et le Tour de Corse en 1969 à son volant. En 2016, une version 911 (991) R est commercialisée, en hommage à cette voiture.

### Porsche 911 ST (1970)

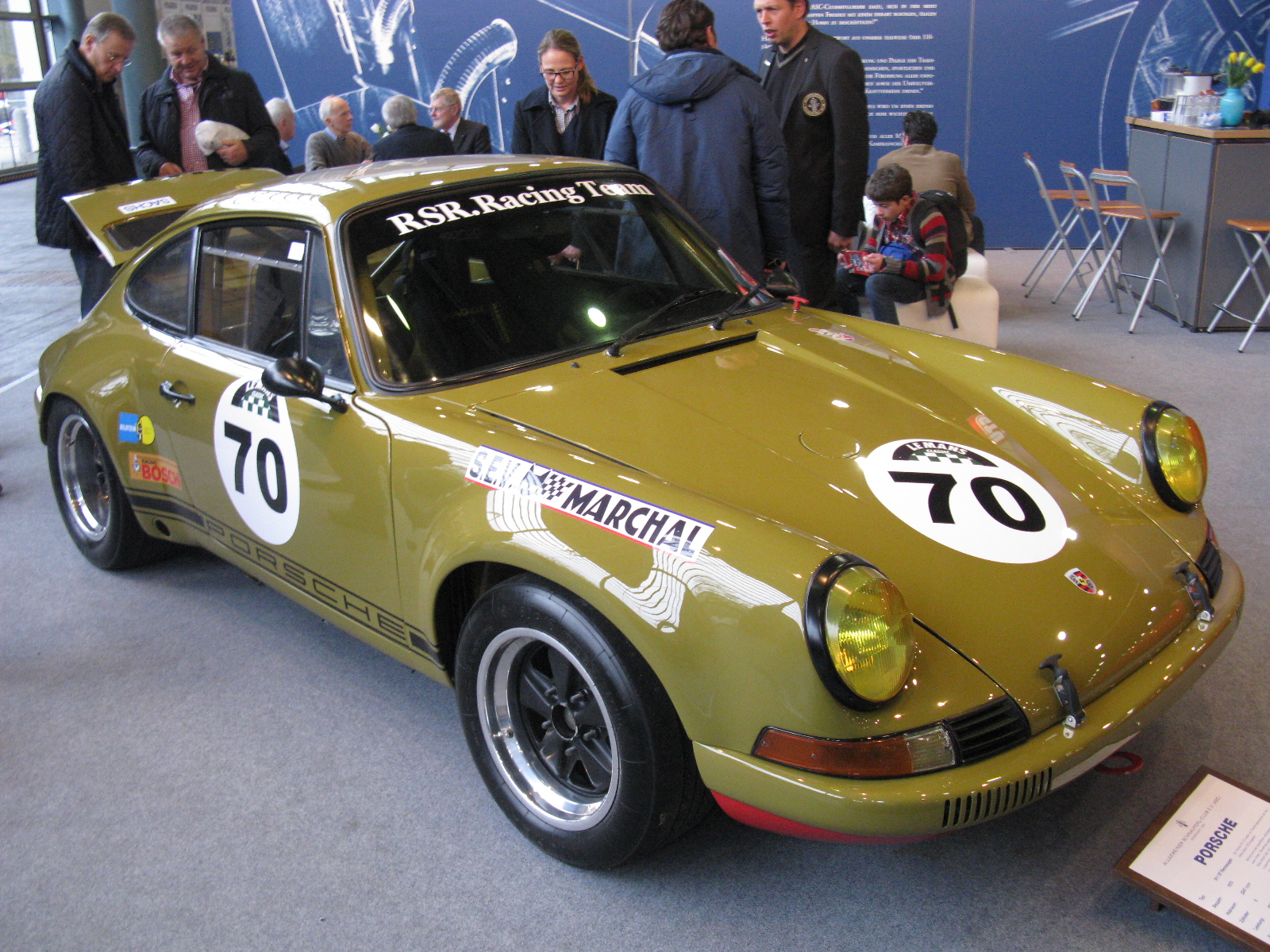
Porsche 911 ST

Voiture de course fabriquée en 24 exemplaires. Elle se caractérise par son poids-plume en raison notamment de son habitacle dépouillé, et ses ailes élargies.
Moteur de 2.3 L de cylindrée à injection mécanique, dérivé du 2.0 R.
Les feux arrière sont différents de ceux du modèle original. Ils sont au nombre de trois, ronds, au globe pointu, posés en saillie en lieu et place de l'origine.